# Мельников, Виталий Васильевич
Вита́лий Васи́льевич Ме́льников (5 августа 1918, с. Покча, Чердынский уезд, Пермская губерния, РСФСР — 30 марта 1998, Челябинск, Россия) — советский и российский учёный, доктор технических наук (1965), профессор кафедры радиотехнических систем ЧПИ (с 1968). Ректор ЧПИ (1962—1984). Участник Великой Отечественной войны, подполковник, награждён девятью орденами и 11 медалями, в том числе орденом Ленина (1981). Заслуженный деятель науки РСФСР (1975).

## Биография
Родился 5 августа 1918 года в селе Покча Чердынского уезда Пермской губернии (ныне — в Чердынском районе Пермского края).
Поступил в энергетический техникум в Красновишерске Пермской области, который окончил в 1939 году и поступил на специальность «Электроаппаратостроение» энергетического факультета Уральского индустриального института имени С. М. Кирова.
Участник Великой Отечественной войны: в феврале 1942 года ушёл добровольцем с третьего курса на фронт. Служил в артиллерийских частях. Участник боёв на Волховском, 1-м, 2-м, 3-м Белорусских фронтах; трижды ранен.
Демобилизовавшись в 1945 году в звании подполковника, завершил прерванное обучение, с отличием окончив вуз в 1948 году, после чего поступил в аспирантуру и был назначен директором Уральского дома техники, где проработал три года.
В 1951 году защитил кандидатскую диссертацию на тему «Исследование сварочного трансформатора с комбинированными обмотками и регулируемым воздушным зазором», а в 1965 году по результатам выполненных научно-исследовательских работ (без диссертации) стал доктором наук.
В 1952—1962 годах — один из организаторов и (с 1955 года) декан радиотехнического факультета Уральского политехнического института им. С. М. Кирова.
В 1962 году переехал в Челябинск, преподавал в Челябинском политехническом институте (ЧПИ): старший преподаватель радиотехнического факультета, доцент, профессор кафедры «Радиотехнические системы» (с 1968). В 1962 году стал ректором ЧПИ и пробыл в этой должности до 1985 года.
В 1980 году при поддержке Мельникова был создан музей Южно-Уральского государственного университета.
Приказом министра высшего и среднего специального образования СССР В. П. Елютина от 2 января 1985 года был освобождён от занимаемой должности ректора «по состоянию здоровья» и в связи с «переходом на научно-педагогическую работу».
Умер в Челябинске в 1998 году.

## Научная деятельность
Сфера научных интересов — теория радиоэлектроники и автоматики. Был основателем научной школы радиоинженеров Южного Урала. Был научным руководителем и организатором научно-исследовательских работ всех радиотехнических кафедр, объединённых в научно-исследовательскую лабораторию «Электрон».
Автор более 240 научных публикаций, 12 авторских свидетельств на изобретения. Под его научным руководством защищено 36 кандидатских диссертаций.

## Признание и награды
Награждён девятью орденами и 11 медалями, среди которых:
- Два Ордена Отечественной войны 1-й степени (1944) и 2-й степени (1945);
- Орден Красного Знамени (1961);
- Орден «Знак Почёта» (1961);
- Два ордена Трудового Красного Знамени (1971);
- Орден Октябрьской Революции (1976);
- Орден Ленина (1981);
- Заслуженный деятель науки РСФСР (1975);
- Почётный профессор ЧГТУ;
- В 1999 году в холле возле актового зала главного корпуса ЮУрГУ был установлен бюст профессора В. В. Мельникова (скульптор В. А. Авакян)[1][8].